# Javier Rey Pérez
Javier Rey Pérez (Orense, Galicia, España, 13 de enero de 1985), más conocido como Javi Rey, es un entrenador de fútbol español que actualmente dirige al F. C. Cartagena, equipo que milita en el Grupo 2 de Primera Federación.

## Trayectoria
Comenzó su trayectoria en los banquillos en la temporada 2009-10 dirigiendo al S.D. Melias en la Primera Autonómica de Galicia.
En la temporada 2010-11, firma por el Centro de Deportes Barco de la Primera Autonómica de Galicia.
En 2011, firma por dos temporadas como entrenador del Nogueira de Ramuin de la Primera Autonómica de Galicia.
En la temporada 2013-14, regresa al Centro de Deportes Barco de la Preferente Sur Gallega. Al término de la temporada 2014-15, en su segunda temporada de su segunda etapa en el conjunto de Barco de Valdeorras, logra el ascenso a la Tercera División de España.
Más tarde, dirigiría la conjunto del Centro de Deportes Barco en la Tercera División de España durante tres temporadas, desde 2015 a 2018, salvando la categorías en todas ellas.
En la temporada 2018-19, firma como entrenador del Céltiga Fútbol Club de la Tercera División de España, al que dirige durante dos temporadas.
En la temporada 2020-21, se convierte en entrenador del Casino Sociedad Deportiva Arzúa de la Tercera División de España. 
En la temporada 2021-22, regresa al Centro de Deportes Barco de la Tercera División de España.
El 23 de noviembre de 2022, firma por el Club Deportivo Arenteiro de la Segunda Federación, tras la marcha de Fran Justo al CD Lugo.
En la temporada 2024-25, ficha por la Sociedad Deportiva Ponferradina de la Primera Federación.

## Trayectoria como entrenador
| Club               | País   | Año       |
| ------------------ | ------ | --------- |
| S.D. Melias        | España | 2009-2010 |
| CD Barco           | España | 2010-2011 |
| Nogueira de Ramuin | España | 2011-2013 |
| CD Barco           | España | 2013-2018 |
| Céltiga FC         | España | 2018-2020 |
| CSD Arzúa          | España | 2020-2021 |
| CD Barco           | España | 2021-2022 |
| CD Arenteiro       | España | 2022-2024 |
| SD Ponferradina    | España | 2024-2025 |
| FC Cartagena       | España | 2025-     |